# Shawpriset
Shawpriset är ett vetenskapspris som utdelas årligen och belönar viktiga vetenskapliga insatser inom astronomi, biologi, medicin och matematik. Priset får sitt namn från Sir Run Run Shaw (邵逸夫), en mediemogul i Hongkong och livslång filantrop. Priset hittills (2011) delats ut 25 gånger till 43 individer. Fem nobelpristagare har först fått Shawpriset.